# تری کیسر
تری کیسر (به انگلیسی: Terry Kiser) (زاده ۱ اوت ۱۹۳۹) بازیگر آمریکایی است.
از فیلم‌های معروف او می‌توان به بازی در فیلم تامی و تی-رکس و سیکس پک اشاره کرد.